# Kaisanjärvi
Kaisanjärvi är en sjö i Finland. Den ligger i kommunen Kemijärvi i landskapet Lappland, i den norra delen av landet, 700 km norr om huvudstaden Helsingfors. Kaisanjärvi ligger 161,7 meter över havet. Arean är 73,8 hektar och strandlinjen är 7,69 kilometer lång. Sjön  ingår i Kemi älvs huvudavrinningsområde. 